# Cynthia Lummis
Cynthia Marie Lummis Wiederspahn (ur. 10 września 1954 w Cheyenne) – amerykańska polityk, członkini Partii Republikańskiej. Od 3 stycznia 2021 reprezentuje stan Wyoming w Senacie Stanów Zjednoczonych.
Lummis rozpoczęła karierę polityczną jako członkini parlamentu stanu Wyoming, najpierw - w latach 1979–1983 i 1985–1993 – izby niższej, a następnie - od 1993 do 1995 – izby wyższej. Później Lummis dwukrotnie została wybrana na urząd skarbnika stanu Wyoming, który sprawowała w latach 1999–2007.
W 2008 roku Lummis została wybrana do reprezentowania stanu Wyoming w Izbie Reprezentantów Stanów Zjednoczonych. Funkcję tę pełniła przez 4 kadencje. W 2016 roku nie ubiegała się o reelekcję i została zastąpiona przez Liz Cheney.
W 2020 roku Lummis wystartowała w wyborach do Senatu USA na miejsce zajmowane przez długoletniego senatora Mike’a Enziego, który nie ubiegał się o reelekcję. Lummis popierana była przez większość republikańskiego establishmentu i bez problemu pokonała w prawyborach kilku mniej znanych kandydatów, uzyskując prawie 60% głosów. Listopadowe wybory ogólne także nie były wyrównane, gdyż Wyoming jest najbardziej republikańskim spośród wszystkich 50 amerykańskich stanów. Lummis pokonała kandydatkę Partii Demokratycznej stosunkiem głosów 73%-27%. Tym samym została pierwszą w historii kobietą reprezentującą Wyoming w Senacie USA.
Kadencja Lummis kończy się 3 stycznia 2027 roku.

## Życie prywatne i poglądy
Jej mężem był Alvin Wiederspahn (1949–2014), z którym ma jedno dziecko. Należy do Kościoła Luterańskiego Synodu Missouri.
Znana jest ze swoich konserwatywnych stanowisk, w tym sprzeciwu wobec aborcji i negowania wpływu człowieka na zmiany klimatu. Mimo że przyjęła szczepionkę na COVID-19, w czasie pandemii sprzeciwiała się przymusowi szczepień, wprowadzonemu w niektórych częściach kraju.